# Cantonul Cunlhat
Cantonul Cunlhat este un canton din arondismentul Ambert, departamentul Puy-de-Dôme, regiunea Auvergne, Franța.

## Comune
- Auzelles
- Brousse
- La Chapelle-Agnon
- Cunlhat (reședință)